# Osvald Käpp
Osvald Käpp (17. februar 1905 i Tallinn – 22. december 1995 i Snohomish, Washington i USA) var en estisk bryder, der vandt en guldmedalje i fristilbrydning ved sommer-OL 1928 i Amsterdam.
Käpp lærte at bryde i sportsklubben Kalev Tallinn. Allerede om 19-årig stillede han op for Estland ved sommer-OL 1924 i Paris, hvor han opnåede en ottendeplads. Fra det tidspunkt begyndte han en meget succesfuld international karriere. Højdepunktet var at blive olympisk mester ved sommer-OL 1928 i Amsterdam. I 1929 udvandrede Käpp til USA, men deltog dog ved sommer-OL 1932 i Los Angeles en sidste gang for sit fædreland Estland.